# Camillo Tarquini
Camillo Tarquini SJ (* 27. September 1810 in Marta; † 15. Februar 1874 in Rom) war ein Kirchenrechtler und Kurienkardinal der römisch-katholischen Kirche.

## Leben
Tarquini, Sohn einer Adelsfamilie, studierte ab 1820 in Montefiascone und in Rom. Nachdem er Kanonikus an der Stiftskirche seiner Heimatgemeinde Marta geworden war, empfing er am 21. September 1833 die Priesterweihe. Der promovierte Kirchenrechtler trat 1837 in den Jesuitenorden ein und wirkte ab 1839 als Lektor an den Ordenskollegs in Mittelitalien, darunter in Piacenza und in Modena.
Nach seiner Rückkehr nach Rom wurde Tarquini 1852 Professor für Kanonisches Recht am Collegio Romano, der heutigen Päpstlichen Universität Gregoriana. Er behielt diese Stelle bis 1868 und war ab 1856 darüber hinaus Konsultor mehrerer vatikanischer Kongregationen. In den diplomatischen Auseinandersetzungen zwischen dem Heiligen Stuhl und dem russischen Zarenreich galt er als rechte Hand von Kardinalstaatssekretär Giacomo Antonelli, Tarquini wird als Autor vieler diplomatischer Noten dieser Zeit angesehen. Er hegte außerdem eine Leidenschaft für Archäologie und war Mitglied der Päpstlichen Akademie der Archäologie.
Papst Pius IX. berief ihn als päpstlichen Theologen zur Teilnahme am Ersten Vatikanischen Konzil von 1869 bis 1870. Im Konsistorium vom 22. Dezember 1873 nahm der Papst ihn als Kardinaldiakon von San Nicola in Carcere ins Kardinalskollegium auf. Wenige Monate später starb Kardinal Tarquini an einer Rippenfellentzündung. Er wurde auf dem römischen Friedhof Campo Verano beigesetzt.